# Palpimanus gibbulus
Palpimanus gibbulus är en spindelart som beskrevs av Dufour 1820. Palpimanus gibbulus ingår i släktet Palpimanus och familjen Palpimanidae. Inga underarter finns listade i Catalogue of Life.